# Abadía de Evesham
La abadía de Evesham (en inglés: Evesham Abbey') fue fundada por Egvino de Worcester en Evesham, Worcestershire, Inglaterra, entre el 700 y el 710 d. C. tras una supuesta aparición de la Virgen María. La abadía, de origen benedictino, llegó a ser en su apogeo una de las más ricas e importantes de Inglaterra.

## Los Orígenes (sigloVIII)
No se conoce con certeza el año de la fundación de Evesham Abbey, cuando se estableció por primera vez una comunidad monástica. Según William Tindal (1794) hay una referencia histórica aludiendo a que Egvino empezó la abadía en el año 682, cosa improbable porque todavía no había sido nombrado obispo. Según el obispo Thomas Tanner, la abadía se fundó en 701. "La fecha de la carta del Papa Constantino puede determinar el momento de la consagración de la Abadía, pero hay razones para suponer que Egvino comenzó a construirla ya en el año 702 ". Las investigaciones de George May dan el 701 como el año en que Ethelred entrega a Egvino las tierras para que proceda a la construcción del monasterio ese mismo año.
Por otro lado, el año de la consagración se deduce de la concesión del primer privilegio a la Abadía por parte del Papa Constantino "escrito en el año setecientos nueve de la encarnación de nuestro Señor".  Parece que Egvino regresó de Roma con esta carta papal, que fue leída por el arzobispo Berhtwald en el concilio de "toda Inglaterra" celebrado en Alcester, Pudiera ser que nunca se hubiera celebrado ese concilio, esto es, que sea una leyenda. Thomas de Marlborough anota que, de acuerdo con el mandato apostólico, se estableció una comunidad de monjes (lo que significa que la fundación también dataría del año 709).

## Abadía románica (siglosXI-XIII)
Evesham apenas padeció los efectos de la conquista normanda debido a la buena relación entre el abad y Guillermo el Conquistador. El abad Walter (1078-1104), el primer abad normando de Evesham, asumió la tarea de reemplazar el antiguo monasterio anglosajón por una nueva iglesia románica, construyendo la cripta y la nave de la iglesia, además de los arcos y las ventanas de la torre. Cuando se quedó sin fondos, el abad Walter paseó las reliquias de San Egvino por Inglaterra para conseguir donaciones, pudiendo así completar las obras del resto de la iglesia abacial. David Cox señala que la nave de Evesham era tan larga como la de la iglesia de Lanfranc en St-Étienne (Francia). Puede haber habido galerías sobre los pasillos del brazo este. Estas podrían haber sido las "partes superiores de la iglesia" (superiores ecclesiae loci) cerca del altar mayor y de donde cayó un sirviente a principios del siglo XII. En 1104, la torre se había elevado lo suficiente como para albergar algunas campanas. El abad Adam (1161-89) completó los claustros y la nave de la iglesia, además de añadir buena parte de las vidrieras. El diseño de la fachada oeste fue probablemente obra del abad Adam.

## La abadía gótica (siglosXIII-XVI)

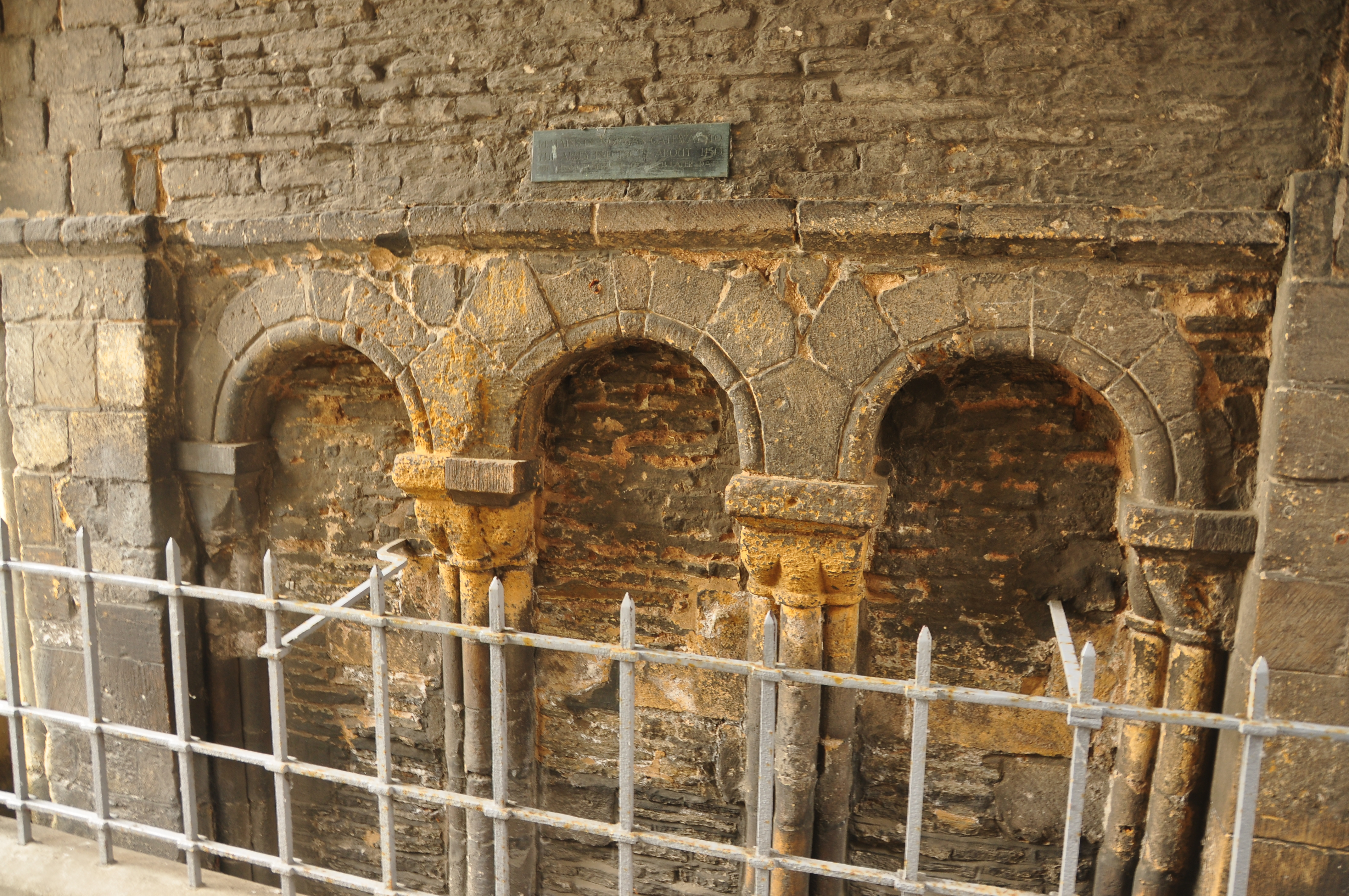
Restos de muro y puertas

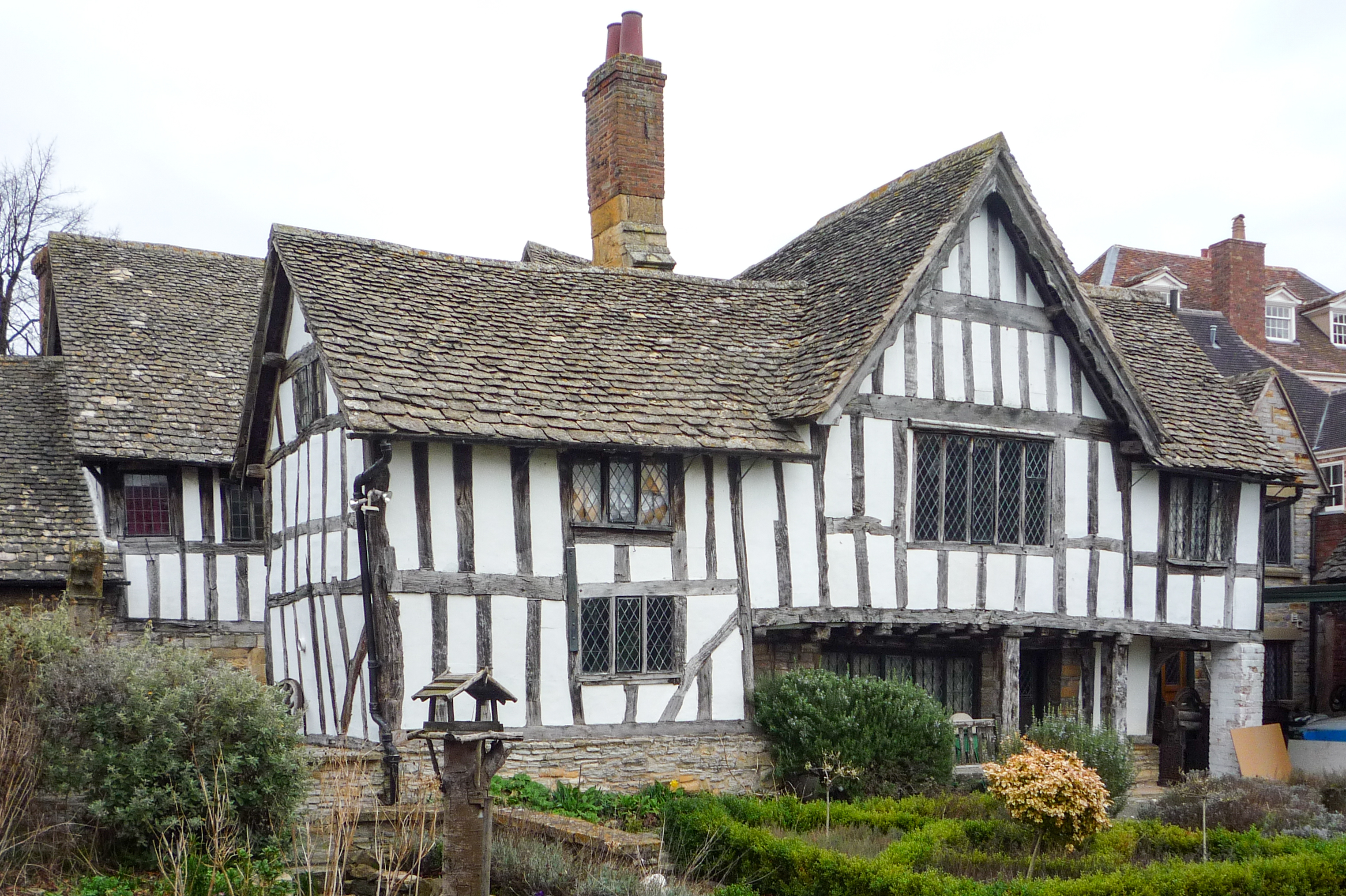
La que fuera casa del abad, hoy en día

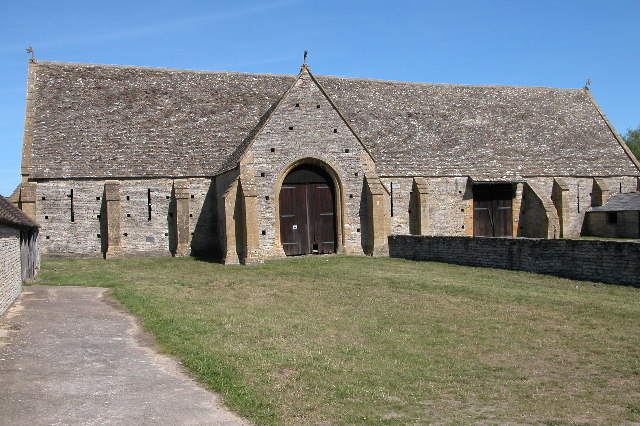
El granero

De la antigua abadía real solo queda una sección de los muros y las partes góticas: los restos de la sala capitular, del siglo XIII,  el campanario y la puerta de acceso, que se agregaron en el siglo XVI, todo ello en estilo gótico inglés. El campanario es de tiempos del penúltimo abad, Clemente Litchfield, y se hizo entre 1524 y 1532. Alcanza 33 m de altura (110 pies), y tiene una puerta-pasadizo y reloj. Perduran también la casa del abad y el granero. La llamada casa de las limosnas era en realidad la casa del abad. Es un edificio del siglo XIV que fue convertido en 1957 en museo de historia local, que sobre todo muestra como fue la batalla de Evesham (1265) y una exposición sobre paleontología, arqueología más una colección de arte decorativo. El granero, situado en un lugar llamado Middle Littleton, era un gran edificio donde los campesinos de la región dependiente de la abadía depositaban su contribución que generalmente consistía en una parte de su producción agraria. El edificio lo hizo construir el abad John Ombersley en 1376, en el lugar donde ya había un edificio del 1250. Es uno de los más grandes que se conservan de este tipo: 40x13 m y 12 m de altura. Está construido con una mezcla de piedra llamada blue lias y roca de los montes Cotswolds. La techumbre, de losas de piedra, es sostenida por una estructura de madera. Esta edificio está protegido como bien patrimonial de grado I.

## Supresión y ruina de la abadía (siglosXVI-XIX)
En 1540, durante la disolución de los monasterios en el reinado de Enrique VIII, siglo XVI, la corona suprimió todos los monasterios católicos de Inglaterra y se apoderó de sus bienes. Por entonces la comunidad contaba con 35 monjes y su último abad fue Philip Hawford (alias Ballard), quien se rindió al rey, entregó la abadía, recibió una importante pensión y terminó siendo el primer deán protestante de la Catedral de Worcester, en la que está su tumba. Al poco, la abadía fue saqueada y demolida, usándose sus piedras para otras construcciones vecinas, el palacio de Coughton Court entre ellas.  Solo el campanario sobrevive. El escudo de armas de la abadía todavía se usa hoy en día, como la cresta de la Escuela Secundaria del Príncipe Henry, Evesham.
Entre 1811 y 1834, el anticuario Edward Rudge comenzó a excavar en los terrenos de la abadía dentro de su propiedad. Los resultados fueron presentados en la Sociedad de Anticuarios de Londres; Las ilustraciones de los descubrimientos y una memoria fueron publicadas en su Vetusta Monumenta por su hijo, Edward John Rudge. En 1842 Rudge encargó un monumento conmemorativo para el sitio del campo de batalla donde fue derrotado y murió Simon de Montfort, 6.º conde de Leicester.

## Tumbas de Evesham

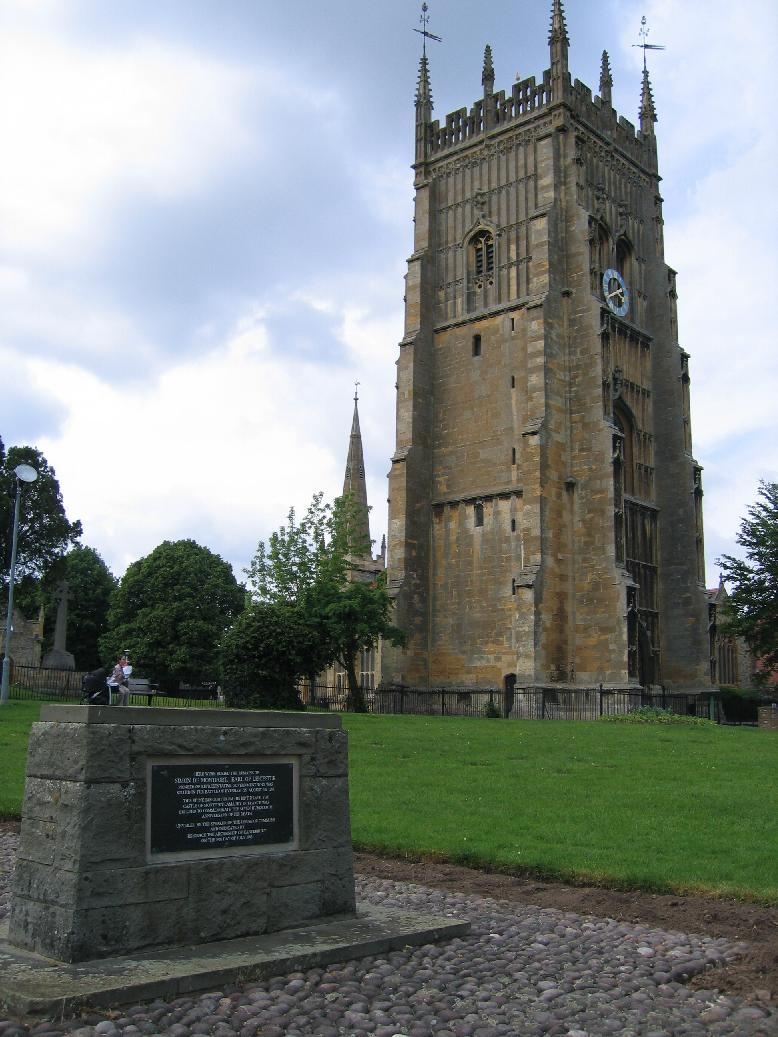
Monumento en memora de Simon de Montfort, 6.º conde de Leicester

Como en tantas iglesias y conventos, personajes del clero y la nobleza fueron sepultados en este lugar sagrado, entre ellos:
- San Egvino, tercer obispo de Worcester y fundador de la Abadía de Evesham.
- San Credan,[16] Abad de Evesham durante el reinado del Rey Offa de Mercia.[17]
- San Wigstan de Mercia (o Wulstan y Wystan)[18]
- San Odulfo de Utrech[19][20]  santo misionero frisio del siglo IX,[21][22] (d.855AD)[22] recordados en las Hagiografías de Secgan,[23] San Ecgvino,[24] y la hagiografía de San Odolfo, el Ave presul gloriose Augustine psalterio,[25] y el Chronicon Abbatiae de Evesham.[26]
- Simon V de Montfort, 6.º conde de Leicester[27] Los restos de Simon de Montfort (1208-1265) están enterrado cerca del altar mayor, en el lugar señalado con un monumento conmemorativo, en forma de altar, dedicado por el Arzobispo de Canterbury en 1965, setecientos aniversario de la batalla Evesham.[28]
- Enrique de Montfort (1238-1265), hijo de Simón[29]
- Hugo Despenser (1223-1265), 1.er Baron le Despencer[30]
- Robert de Stafford (hacia 1039-1100), noble anglo-normando
- Tomás de Marlborough (+1236), abad y autor del Chronicon Abbatiae de Evesham, crónica de la abadía.

## Abades de Evesham (830 años)
- 692-717: Egvino de Worcester

La sucesión de abades entre Egvino y la reforma benedictina es conocida solo por el Chronicon Abbatiae de Evesham, de Tomas de Marlborough, que da los siguientes dieciocho nombres, sin fechas: Ethelwold, Aldbore, Aldbeorth, Aldfrith, Tilhberht , Cuthwulf, Aldmund, Credan, Thingfrith, Aldbald, Ecgberht, Elfrith, Wulfweard, Cynelm, Cynath Ier, Ebba, Cynath II y Edwine.
- 970-975: Osweard, depuesto
- 995 x 997: Elfric
- 997 x 1002: Elfgar
- 10??-10??: Brihtmaer
- 10??-1013:  Ethelwine
- 1014-1044: Elfweard
- 1044-1058: Mannig (o Wulfmær), dimitido
- 1058-1077: Ethelwig
- 1077-1104: Walter
- 11??-1130: Maurice
- 1130-1149: Reginald Foliot
- 1149-1159: William de Andeville
- 1159-1160: Roger
- 1161-1189: Adam de Senlis
- 1190-1213: Roger Norreis
- 1214-1229: Randulf de Evesham
- 1230-1236: Tomás de Marlborough
- 1236-1242: Richard le Gras
- 1243-1255: Thomas de Gloucester
- 1256-1263: Henry de Worcester
- 1263-1266: William de Malborough
- 1266-1282: William de Whitechurch
- 1282-1316: John de Brockhampton
- 1316-1344: William de Chiriton
- 1345-1367: William du Boys
- 1367-1379: John de Ombersley
- 1379-1418: Roger Zatton
- 1418-1435: Richard Bromsgrove
- 1435-1460: John Wykewan
- 1460-1467: Richard Pembroke
- 1467-1477: Richard Hawkesbury
- 1477-1483: William Upton
- 1483-1491: John Norton
- 1491-1514: Thomas Newbold
- 1514-1539: Clement Litchfield
- 1539-1540: Philip Hawford (o Ballard)